# Konstancjusz III
Konstancjusz III, Flavius Constantius (zm. 2 września 421 w Rawennie) – cesarz rzymski, krótkotrwały współrządca Honoriusza w roku 421.  
Wódz za panowania cesarza Honoriusza. Wybił się na stanowisko głównego dowódcy zachodu po śmierci Olimpiodora. Dzięki niemu zostali pobici uzurpatorzy Konstantyn III, Konstans II i Maksymus z Hiszpanii. Opanował sytuację w cesarstwie zachodnim po wkroczeniu do niego barbarzyńców. Osiedlił Gotów w Akwitanii. W nagrodę za zwycięstwa cesarz Honoriusz dał mu za żonę swoją siostrę Gallę Placydię i uczynił go współcesarzem (w 421). Z małżeństwa tego narodziło się dwoje dzieci: późniejszy cesarz Walentynian III oraz Honoria.